# 1947-es magyar vívóbajnokság
Az 1947-es magyar vívóbajnokság a negyvenkettedik magyar bajnokság volt. A férfi tőrbajnokságot május 4-én rendezték meg Budapesten, a Barátság Eötvös utcai vívótermében, a párbajtőrbajnokságot május 11-én Budapesten, a Barátság Eötvös utcai vívótermében, a kardbajnokságot május 18-án Budapesten, a Nemzeti Sportcsarnokban, a női tőrbajnokságot pedig április 27-én Budapesten, a BEAC Semmelweis utcai vívótermében.

## Eredmények
| Versenyszám          | Arany                         | Arany | Ezüst                       | Ezüst | Bronz                                      | Bronz |
| -------------------- | ----------------------------- | ----- | --------------------------- | ----- | ------------------------------------------ | ----- |
| Férfi tőrvívás       | dr. Bay Béla BEAC             |       | Dunay Pál Barátság VE       |       | Maszlay Lajos Csepeli MTK                  |       |
| Férfi párbajtőrvívás | Hennyey Imre Barátság VE      |       | Sákovics József Csepeli MTK |       | dr. Berzsenyi Barnabás Közalkalmazottak SE |       |
| Férfi kardvívás      | Papp Bertalan Csepeli MTK     |       | Kárpáti Rudolf Barátság VE  |       | Gerevich Aladár Csepeli MTK                |       |
| Női tőrvívás         | Elek Ilona egyesületen kívüli |       | Vargha Ilona BEAC           |       | Kun Éva Barátság VE                        |       |